# Драган Блатњак
Драган Блатњак (Студенци, СФРЈ, 1. август 1981) је босанскохерцеговачки фудбалер.
Кратко је на почетку каријере играо у родној БиХ за Бротњо из Читлука док није прешао у Задаркомерц. Тамо проводи две и за њега добре сезоне којима зарађује трансфер у сплитски Хајдук где се од њега пуно очекивало.
Иако је дошао са препорукама нападача тренери су га у Хајдуку често због његове брзине и продорности стављали на десни бок. Првобитно је то још добро функционисало, док је са клубом освајао титуле првака 2004. и 2005. Касније је, додуше у лошијим генерацијама клуба, играо све лошије па почео и губити место у првој постави. Дуже време је котирао као појачање Ријеке, међутим, на зимској паузи сезоне 2006/07. Одлази у руски Химки, наводно, против одобрења тадашњег тренера „билих“ Зорана Вулића.
У репрезентацији је дебитовао 2. априла 2003. у квалификационој победи против Данске (2:0) у Копенхаген у. Касније је већином био у другом плану селектора, али често позиван.